# Пантев, Атанас
Атанас Пантев (болг. Атанас Пантев; 16 февраля 1892, Белоградчик — 3 мая 1943, София) — болгарский полицейский и юрист, начальник полиции в первые годы Второй мировой войны. Участник политических репрессий и депортации евреев. Крайний националист, сторонник союза Болгарии с Третьим рейхом. Убит коммунистической боевой группой. Посмертно оправдан.

## На военной и полицейской службе
Получил военное образование. Участвовал в Первой мировой войне. После демобилизации изучал экономику и право в Софийском и Венском университетах.
Служил в военных следственных органах. В конце 1938 года Атанас Пантев в звании полковника был назначен начальником (директором) болгарской полиции, занимал этот пост до 1940. Осуществлял преследования проанглийских либералов и просоветских коммунистов. Являлся сторонником Союза болгарских национальных легионов, выступал за альянс Болгарии с Третьим рейхом. Отличался антисемитскими взглядами.
20 сентября 1939 пронацистская организация Союз ратников за прогресс Болгарии учинила погром еврейских магазинов Софии. По ряду признаков, эти действия были согласованы с полицией, Пантев проявил явное попустительство к погромщикам. В 1939—1940 Пантев участвовал в акциях по депортации нескольких тысяч евреев. Одна из таких акций имела трагические последствия — корабль с депортрованными на борту затонул в Мраморном море.

## В политических репрессиях. Убийство и мотивы
С лета 1941 Атанас Пантев был председателем военно-полевого суда в Софии. В этом качестве в июне 1942 года приговорил к смертной казни 18 подпольных функционеров БКП во главе с Цвятко Радойновым.
В 1942 оставил госслужбу. Работал адвокатом. Пользовался политическим авторитетом в пронацистских кругах. Существует мнение, что Пантев был сторонником государственного переворота и установления более жёсткого прогерманского режима.
Полковник Пантев являлся одним из главных противников БКП, объектом для партийных боевых групп. Был убит на бульваре Адолф Хитлер. В группу ликвидации входила Виолета Якова, еврейка по национальности.

Коммунисты считали, что отец — очень сильный человек, и что генерал Луков включит его в свой кабинет. Они решили, что это очень опасно… Но он был директором полиции во времена пакта Молотова — Риббентропа. По приказу свыше на коммунистов не было таких гонений, как на англофилов. Германия и Советский Союз были тогда в хороших отношениях. Но это не помешало коммунистам в 1943 году составить список на убийства: Христо Луков, адвокат Сотир Янев, мой отец.

Марин Друмев, сын Атанаса Пантева

## Посмертный суд и оправдательный вердикт
В 1945 дело Атанаса Пантева разбиралось Народным судом (болгарская юстиция 1944—1945 практиковала посмертные приговоры, легитимировавшие политические убийства). Несмотря на жёсткие политические обвинения в его адрес, доказательства вины были сочтены недостаточными, что фактически означало оправдательный приговор. Вердикт, однако, хранился в тайне до 1990 года и был оглашён только после смены политического режима в Болгарии.

## Отражение в кино
Убийство Атанаса Пантева косвенно отражено в болгарском фильме 1970 года «Чёрные ангелы». Точного соответствия исторической реальности в картине нет: Пантев выведен как персонаж в образе неназванного полковника полиции, находящегося на действительной службе, убийство совершается на торжественной церемонии.